# Port lotniczy Kweta
Port lotniczy Kweta (IATA: UET, ICAO: OPQT) – międzynarodowy port lotniczy położony w mieście Kweta, w prowincji Beludżystan, w Pakistanie.

## Kierunki lotów i linie lotnicze
| Linia lotnicza                  | Kierunek                          |
| ------------------------------- | --------------------------------- |
| Air Arabia                      | 1. Szardża                        |
| Flydubai                        | 1. Dubaj                          |
| Fly Jinnah                      | 1. Karaczi                        |
| Pakistan International Airlines | 1. Islamabad 2. Karaczi 3. Lahaur |
| Serene Air                      | 1. Islamabad 2. Karaczi 3. Lahaur |